# 최창락 (1931년)
최창락(崔昌洛, 1931년 9월 2일 ~ 2017년 12월 27일)은 한국은행 총재를 역임한 대한민국의 경제 관료로 경기도 용인군 출신이다.

## 학력
- 중앙고등학교 졸업
- 서울대학교 문리과대학 정치학과 졸업

## 경력
- 1969년 1월 15일 ~ 1969년 5월 16일: 경제기획원 조사통계국장
- 1974년 2월 22일 ~ 1974년 7월 11일: 경제기획원 운영차관보
- 1974년 7월 11일 ~ 1974년 11월 4일: 경제기획원 경제협력차관보
- 1979년 1월 22일 ~ 1979년 12월 15일: 행정조정실장
- 1979년 12월 10일 ~ 1979년 12월 15일: 대통령비서실 경제수석비서관
- 1979년 12월 30일 ~ 1980년 9월 9일: 상공부 차관
- 1980년 9월 9일 ~ 1982년 1월 5일: 경제기획원 차관
- 1981년 5월 7일 ~ 1981년 11월 1일: 공정거래위원회 위원장
- 1982년 ~ 1983년: 한국산업은행 총재
- 1983년 10월 31일 ~ 1986년 1월 7일: 한국은행 총재
- 1986년 1월 8일 ~ 1988년 2월 24일: 동력자원부 장관
- 1988년 ~ 1989년: 중소기업은행 이사장
- 1989년 ~ 1993년: 전국경제인연합회 상근부회장
- 1993년 ~ 1996년: 한국광물자원공사 이사장